# Samostan Bellapais
Samostan Bellapais (imenovan tudi Bellapaïs) je ruševina samostana, ki so ga zgradili kanoniki Regular v 13. stoletju na severni strani majhne vasice Bellapais, ki je zdaj na severnem Cipru pod turškim nadzorom, približno pet kilometrov od mesta Kirenija. Ruševina stoji na nadmorski višini 220 m in ponuja dolg pogled navzdol na Kirenijo in Sredozemsko morje.
Mesto je tudi muzej, ki gosti restavracijo in kavarno. Refektorij samostana zdaj služi kot prizorišče koncertov in predavanj. V začetku poletja je tudi prizorišče lokalnega glasbenega festivala.

## Zgodovina
Lokacija se je prej imenovala Episcopia ali Piscopia, kar kaže, da je morda služila škofu Kirenije kot rezidenca in kot zatočišče pred arabskimi napadi v 7. in 8. stoletju. Prvi prebivalci, za katere je znano, da so se naselili na mestu ali v njegovi bližini, so bili kanoniki Svetega groba, ki so pobegnili iz Jeruzalema po njegovem padcu pod Saladinom leta 1187. Kanoniki so bili skrbniki cerkve Svetega groba.
Aimery de Lusignan je ustanovil samostan, prve stavbe pa segajo v obdobje med 1198–1205. Samostan je bil posvečen kot opatija sv. Marije Gorske. Beli kanoniki (norbertinci ali premonstratenci) so nasledili ustanovne kanonike leta 1206. Posledično se v dokumentih iz 15. in 16. stoletja Bellapais imenuje Bela opatija. Običajna razlaga sodobnega imena Bellapais je, da je bilo francosko ime Abbaie de la Pais (opatija miru) pokvarjeno po italijanskem prevzemu Bellapais, ki se je na novo interpretiralo kot Bella Paese – Lepa dežela. George Francis Hill ni bil prepričan tako v francoski kot v italijanski del te izpeljave.
Glavna stavba, kot jo lahko vidimo danes, je bila zgrajena v času vladavine kralja Huga III. 1267–1284. Samostan in jedilnica sta bila zgrajena v času vladavine kralja Huga IV. med 1324–1359. Hugo IV. je živel v opatiji in dal zgraditi stanovanja za njegovo uporabo.
Leta 1373 so Genovežani napadli Kirenijo in skoraj uničili Grad Kyrenia. Genovežani so Bellapaisu odvzeli vse, kar je bilo prenosno in kakršne koli vrednosti.
Do leta 1489 so Benečani prevzeli nadzor nad Ciprom. V času Benečanov so prebivalci opatije opustili premonstratensko pravilo. Menda so si kanoniki vzeli žene, nato pa so za novince sprejeli le svoje otroke, da bi obdržali posel v družini.
Po osmanski osvojitvi Kirenije in gradu leta 1571 so Osmani izgnali premonstratence in opatijo dali Grški pravoslavni cerkvi na Cipru, ki so jo imenovali za edino zakonito krščansko cerkev na Cipru. Ciprska cerkev je zanemarila samostan, ki je propadel. Vendar je sama samostanska cerkev postala župnijska cerkev vasi, ki je zrasla okoli nje in katere prebivalci so samostan morda uporabljali kot kamnolom.
V obdobju britanskega nadzora nad Ciprom (1878-1960) je britanska vojska sprva prevzela nadzor nad Bellapaisom. Leta 1878 so zacementirali tla v jedilnici, ki so jo nato uporabljali kot bolnišnico. Žal so vojaki v jedilnici streljali tudi z osebnim orožjem; v vzhodni steni se še vedno vidijo luknje od krogel. Nato se je leta 1912 George Jeffery, kustos starodavnih spomenikov Cipra, lotil popravil samostana.

## Stavba
Samostan sestavljata cerkev in križni hodnik, večina samostanskih stavb obkroža križni hodnik. V Bellapaisu so samostanske stavbe na severu, verjetno zato, da bi bile hladnejše, čeprav je občasno lega zemlje narekovala položaj.
Glavni vhod v samostan je skozi utrjena vrata na južni strani, s kasnejšim stolpom in preddvoriščem. Prehod je nadomestil prejšnji dvižni most.
Cerkev, ki je iz 13. stoletja, sama meji na dvorišče in je najbolje ohranjen del kompleksa. V narteks samostanske cerkve z ostanki fresk je vodilo kvadratno dvorišče, v stenah pa so grobne niše. Italijanske freske na fasadi morda izvirajo iz 15. stoletja. Cerkev ima ravno streho in nad vhodom zvonik, z enim ohranjenim zvonom. Cerkev sestavljajo glavna in dve stranski ladji, kor in zakristija. Ohranjeni okraski vključujejo zapleteno izrezljano prižnico, škofov prestol in pet lestencev. Možno je, da pod tlemi cerkve počivajo grobovi več Lusignanovih kraljev.
Preddvorišče vodi do križnega hodnika, ki ima 18 obokov. Pod enim od obokov na severni strani sta dva rimska sarkofaga, ki so ju kanoniki nekoč uporabljali kot lavabo. Sarkofaga sta eden nad drugim, pri čemer je zgornji okrašen, spodnji pa gladek. Voda je tekla od zgornjega do spodnjega, nato pa po kanalu na samostanski vrt.
Za sarkofagoma so vrata, ki vodijo v refektorij kanonikov. Preklada vrat vsebuje grbe Cipra, Jeruzalema in Lusignanov. Refektorij je gotskega oblikovanja in je najboljša soba v samostanu. Vključuje prižnico, ki štrli iz severne stene, šest oken na severni steni, ki osvetljujejo prostor, in rozeto - okno na vzhodni steni. Soba je dolga 30 m in široka 10 m, s sedmimi stebri, ki segajo od stranskih sten in podpirajo strop. Medtem ko so kanoniki jedli svoje obroke, jim je lektor na prižnici bral svete spise ali življenja svetnikov. Šest oken ponuja čudovit pogled na podeželje do morja. Vrata na zahodni steni vodijo v kuhinjo in v klet, zgrajeno pod jedilnico. Prostori med jedilnico in kuhinjo so bili morda nekoč stranišča opatije.
Kapiteljska hiša je na vzhodni strani križnega hodnika, prav tako klet. Kapiteljska hiša je delovala kot upravna pisarna samostana, v kleti pa so bile delovne sobe. Kapiteljska hiša ima zanimiv gotski kamnoseški okras. Rezbarija prikazuje moškega z dvojno lestvijo na hrbtu, drugega moškega med dvema sirenama, žensko, ki bere, dve zveri, ki napadata moškega, žensko z rožnim vencem, opico in mačko v listju hruške, pod katero je moški, ki drži ščit, in kanonik, ki nosi ogrinjalo. Steber v središču kapiteljske hiše morda izvira iz bizantinske cerkve. Celice kanonikov so bile v drugem nadstropju, nad kapitljem in kletjo.
Iz križnega hodnika je več stopnišč. Trije omogočajo dostop do strehe. Na južni strani je par stopnišč, ki vodijo v samostansko zakladnico, ki je v severozahodnem kotu samostana.
Cerkev je bila dana ciprski pravoslavni cerkvi po osmanski osvojitvi Cipra in je bila uporabljena za verske obrede do 20. stoletja, njena notranja dekoracija pa je iz tega obdobja. Iz cerkve je včasih vodilo stopnišče v konvikt kanonikov, da so lahko ponoči obiskovali cerkev.

## V literaturi
Angleški pisatelj Lawrence Durrell je v 1950-ih nekaj časa živel v Bellapaisu. V svojem delu Grenke limone (1957) lepoto samostanskega kompleksa opisuje med drugim kot »enega najbolj očarljivih gotskih ostankov Levanta«.